# Estadio Frederic Kibassa Maliba
El Stade Frederic Kibassa Maliba, originalmente Stade de la Kenya es un estadio de fútbol situado en la ciudad de Lubumbashi, República Democrática del Congo. El estadio inaugurado en 1964 tiene una capacidad para albergar a 20 000 espectadores y es el estadio donde el Saint Eloi Lupopo juega sus partidos como local.
Hasta 2011 fue el estadio del Tout Puissant Mazembe, club que en este recinto conquistó la Supercopa de África en los años 2010 y 2011.
Fue nombrado en honor a Frédéric Kibassa Maliba, exministro de Juventud y Deportes del país.